# Synchrotron-light for Experimental Science and Applications in the Middle East
Le Synchrotron-light for Experimental Science and Applications in the Middle East (SESAME), qui signifie en français le rayonnement synchrotron pour la science expérimentale et ses applications au Moyen-Orient, est un laboratoire de recherche indépendant de physique des particules créé le 30 mai 2002 et situé à 'Allân (  علان ) en Jordanie.
La fondation de SESAME est inspirée du CERN, dont un ancien directeur général, Herwig Schopper, fut le premier directeur du conseil de SESAME entre 2004 et 2008. Lui ont succédé deux autres anciens directeurs généraux du CERN : Christopher Llewellyn Smith (entre 2008 et 2017) et Rolf Dieter Heuer (depuis 2017).

## Histoire
En 1997, Herman Winick et Gustaf-Adolf Voss suggèrent la construction d'un synchrotron au Moyen-Orient durant un atelier de travail du CERN visant à améliorer la coopération du centre européen avec les scientifiques du Moyen-Orient. À la demande de Sergio Fubini (qui préside l'atelier) et de Herwig Schopper, le gouvernement allemand accepte de faire don d'un ancien synchrotron, BESSY I, pour servir de base au synchrotron de SESAME.
L'idée de SESAME attire l'attention de Federico Mayor, alors directeur général de l'UNESCO. Ce dernier organise une réunion en juillet 1999 au siège de l'organisation internationale à Paris avec différents représentants des pays du Moyen-Orient et d'autres désirant être impliqués. À la fin de cette réunion est mis en place un comité international intérimaire, sous la présidence de Herwig Schopper en vue de préparer la création de SESAME. La Jordanie est choisi comme site du synchrotron, qui fournit également les moyens financiers pour créer les bâtiments et les différentes installations. Les premiers travaux commencent en juillet 2003 et l'Allemagne livre BESSY I à la Jordanie. La création du centre de recherche se réalise sous les auspices de l'UNESCO qui approuve sa création en mai 2002 et marque officiellement sa création en avril 2004,. Il commence à fonctionner fin 2016. En 2022, huit lignes de faisceaux étaient en fonctionnement.

## États membres et observateurs
| - Bahreïn - Chypre - Égypte - Iran | - Israël - Jordanie - Pakistan | - Palestine - Turquie |

| - France - Allemagne - Grèce - Italie | - Koweït - Portugal - Suède | - Royaume-Uni - États-Unis |

## Installations
Le centre de recherche se trouve en Jordanie dans la ville de 'Allân, à 30 km de la capitale, sur un terrain de 6 200 m2 de l'Université Al-Balqa' .

## Recherches
Cet outil va permettre des recherches sur la structure de la matière, avec des applications multiples, de la physique des matériaux à la cristallographie des protéines, en passant par la recherche pharmaceutique et l'archéologie permettant d'analyser certains vestiges dans une région au passé riche. C'est également un lieu d'échanges entre les scientifiques des pays membres, comme mis en exergue dans les conférences, par exemple de la physicienne Gihan Kamel,.